# 老鼠與飯糰
《老鼠與飯糰》（おむすびころりん）是日本的一則童話故事。也被以「滾動的飯糰」、「老鼠的麻糬」、「鼠淨土」、「糰子淨土」等名稱稱呼。

## 故事概要

### 典型版本
很久很久以前，有一個老爺爺和平常一樣到山裡砍柴。到了中午，打算要吃午餐的老爺爺，就把掛在某枯樹枝的便當盒拿下來，接著打開老奶奶為他捏的飯糰包裹。結果一不小心，一個飯糰掉落了，飯糰沿著山的坡面滾下去。老爺爺在後面追趕著，飯糰最後掉落在某個樹木的空樹幹的洞穴裡。老爺爺看個樹幹的小洞穴，從裡面似乎傳出一些聲音來。老爺爺試著把其他東西丟入，但只掉入在樹的周圍而已，結果一不小心，老爺爺就掉了進去。在洞穴中有許多白老鼠，感謝老爺爺給牠們的飯糰，為了表示牠們的心意而送上禮物。老鼠們拿出大葛籠和小葛籠來，讓老爺爺來選擇，最後老爺爺選擇把小葛籠帶回家。
回到家的老爺爺，他與在家等候的老奶奶，一起把葛籠打開，結果裡面出現很多的金銀財寶。這件事情被隔壁的老爺爺聽到了，他在那個老爺爺說的同一個地方把飯糰給踢到洞穴裡去。當老爺爺掉進洞穴後，很大聲的說想要土產。老鼠們就拿出大葛籠和小葛籠讓他選擇，而貪婪的老爺爺，此時居然模仿貓叫聲來威脅老鼠，並想要把兩個葛籠都帶回家。讓老鼠們很生氣就咬這個老爺爺，老爺爺只好投降了。

### 改編版
老鼠與飯糰的故事有著各式各樣的變形版本。其中也有老鼠將淨土的明燈熄滅後，老爺爺從此不知去向的故事（會有此版本出現的原因，是受到現今社會中排斥暴力表現的運動所影響），以及老爺爺變成掘土老鼠（鼴鼠）的故事等等。

## 意義
從以前口耳相傳的文學故事，在室町時代出現的《御伽草子》並收入其作品裡，故事概要與「摘瘤爺爺」相同，都一樣有個知足的老人和貪婪的老人與之對比，也包含有佛教所說的因果報應，在《格林童話》裡的「霍勒夫人」也有著類似的故事情節在。特徵是在異世界的居民的老鼠會給善良的人帶來福氣這樣的主線在，老鼠被看做是「根之國的居民」（住在樹根）的居民，而米倉等等的老鼠的巢穴傳說是黃泉國、前往淨土的入口的地方。
還有一說老鼠是神的使者，並給人們帶來財富，反映當時民間的觀念。這個傳說是以地底中老鼠的世界為觀念，在以前室町時代物語的《老鼠草子》和《隱里》里都有詳細的描述。這個故事中老鼠唱歌做年糕之歌的方面有了變化，根據土地的不同也有（老鼠沒有來引誘食物，變成十七八歲的時候，也沒有聽到貓叫聲啾啾啾）（新潟縣）這般的實際民謠被加進的例子。

## 相關項目
- 童話故事
- 隠里

## 外部連結
- （日語）老鼠與飯糰 Digital EHON site （页面存档备份，存于）